# Maiden Castle
Maiden Castle est une colline fortifiée (hill fort) datant de l'Âge du fer, située à 2,5 km au sud-ouest de Dorchester, dans le comté de Dorset, en Angleterre,. Le nom est peut-être une forme moderne désignant une « forteresse inexpugnable », à moins qu'il ne dérive du brittonique mai-dun signifiant « grande colline ».
La première preuve archéologique d'activité humaine sur le site est un enclos néolithique pourvu d'une chaussée d'accès (causewayed enclosure) et d'un tumulus en remblai (bank barrow). Vers 1800 av. J.-C., à l'Âge du bronze, le site a été mis en culture puis abandonné. La forteresse elle-même a été construite vers -600 : la première phase fut un site simple et banal, semblable à beaucoup d'autres collines fortifiées de Grande-Bretagne, couvrant 6,4 ha. Autour de -450, elle a subi une expansion majeure au cours de laquelle l'espace clos a presque triplé de surface, passant à 19 ha, ce qui en fait la plus vaste colline fortifiée connue de Grande-Bretagne et même, suivant la définition qu'on en donne, la plus grande d'Europe. À la même époque les défenses de Maiden Castle ont été rendues plus complexes, avec l'ajout de remparts et fossés supplémentaires. Autour de -100, l'occupation de la colline fortifiée entre en déclin, se concentrant à l'extrémité orientale du site. Elle est occupée au moins jusqu'à la période romaine, durant laquelle elle se trouve dans le territoire de la tribu celte des Durotriges.
Après la conquête romaine de la Grande-Bretagne, au cours du Ier siècle apr. J.-C., Maiden Castle semble avoir été abandonnée, mais les Romains ont pu maintenir une présence militaire sur le site. À la fin du IVe siècle, un temple et des bâtiments annexes ont été construits. Après le VIe siècle, le sommet de la colline a été entièrement déserté et utilisé seulement pour l'agriculture, tout au long de la période médiévale.
L'archéologue Mortimer Wheeler a entrepris au cours des années 1930 les premières fouilles archéologiques à Maiden Castle, après que l'étude des collines fortifiées eut été popularisée au XIXe siècle par l'archéologue Augustus Pitt Rivers, ce qui a fait de Maiden Castle une des plus grandes attractions touristiques du Sud de l'Angleterre. D'autres fouilles ont été effectuées plus récemment par Niall Sharples, qui a contribué à la compréhension du site et réparé les dommages causés en partie par le grand nombre de visiteurs. Aujourd'hui, le site, géré par English Heritage, est protégé en tant que Scheduled Ancient Monument.

## Avant la forteresse

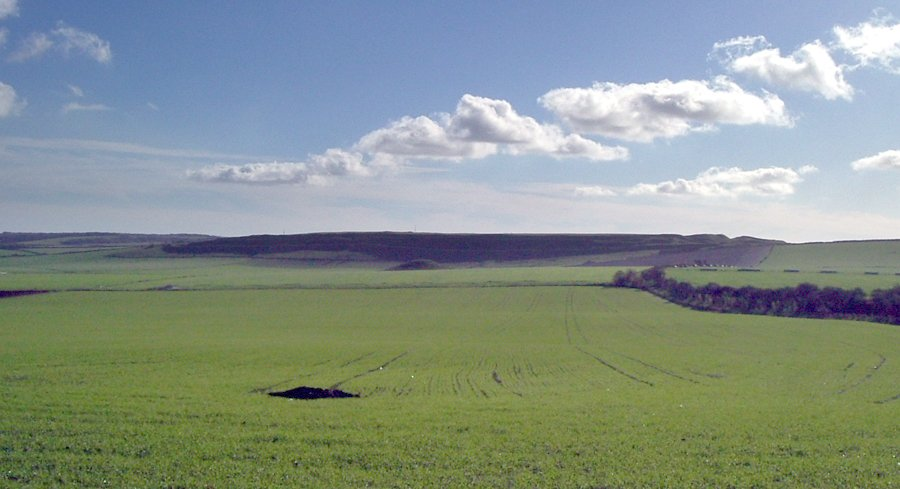
Maiden Castle vu du nord

Avant la construction de la forteresse, c'est d'abord un enclos néolithique comportant une chaussée d'accès (causewayed enclosure) qui a été établi sur le site. Datant de -4000, cette première enceinte, de forme ovale, était délimitée par deux fossés. Ce dispositif est appelé causewayed enclosure parce que la façon dont les fossés ont été creusés montre qu'ils comportaient à l'origine des interruptions. Si l'on ajoute à ces lacunes volontairement laissées le fait que la hauteur du talus ne dépassait pas 17 cm de hauteur, on a l'indication claire que ce premier ouvrage n'a pas été conçu pour une fonction défensive. Au lieu de cela, les fossés peuvent avoir été symboliques, séparant seulement l'intérieur de l'enceinte des activités extérieures. L'archéologue Niall Sharples, qui a participé aux fouilles de la colline fortifiée dans les années 1980, a considéré que la vue que l'on a depuis la colline sur l'ensemble de la campagne environnante a été un facteur probable pour le choix de l'emplacement de cette enceinte primitive. Inversement, situé sur le flanc de la colline, l'enclos aurait été visible à des kilomètres, le creusement des fossés exposant forcément la craie blanche sous-jacente qui ne pouvait manquer de se détacher sur la verdure générale du paysage. L'intérieur de l'enclos a été perturbé par l'occupation du site et les activités agricoles postérieures. Le site ne semble pas avoir été habité dans ces temps anciens, même si une tombe contenant les restes de deux enfants, âgés de 6 à 7 ans, a été découverte. L'enceinte est la preuve la plus ancienne de l'activité humaine sur le site.
Le but des enclos néolithiques à chaussée n'est pas clair, et ils avaient probablement une variété de fonctions. Tout autant que les sépultures, indiquant que le site de Maiden Castle était le lieu de rituels liés à la mort, des poteries provenant de la côte et des régions à l'est et à l'ouest indiquent qu'il a été utilisé comme un lieu de rencontre attirant les gens sur de longues distances. La datation au radiocarbone indique que l'enceinte a été abandonnée vers -3400. Des pointes de flèches découvertes dans les fossés peuvent indiquer que l'activité rattachée à l'enceinte a connu une fin violente.
Dans un délai de 50 ans environ, un tumulus en remblai (bank barrow) a été établi sur l'enceinte. C'était un monticule de terre de 546 m de long, avec un fossé de chaque côté, les deux fossés parallèles étant séparés l'un de l'autre de 19,5 m. Beaucoup de tumulus se trouvent disposés au-dessus de tombes et sont des monuments élevés à la mémoire des défunts, mais étant donné que le tumulus de Maiden Castle ne recouvre aucune sépulture, il a été suggéré qu'il devait marquer une limite entre deux zones, ce qui pourrait expliquer l'activité humaine limitée sur la colline durant les 500 ans qui ont suivi la construction du tumulus en remblai. Autour de -1800, au début de l'âge du bronze, la colline a été nettoyée et utilisée pour l'agriculture, mais le sol a été rapidement épuisé et le site abandonné. Cette période d'abandon a duré jusqu'à l'âge du fer, où la forteresse a été construite. Le tumulus en remblai a survécu durant l'âge du fer comme une petite butte et, pendant toute cette période, on a évité de construire au-dessus du tumulus.

## Première colline fortifiée

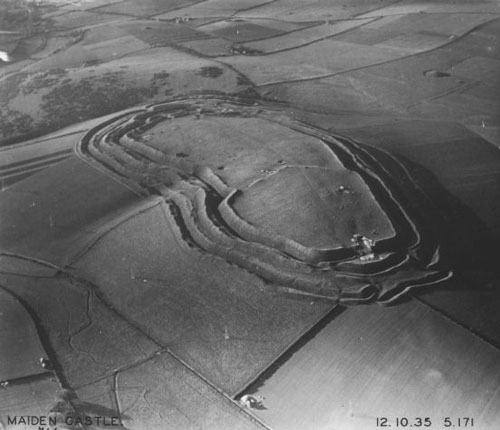
La ligne blanche sur la colline fortifiée, là où les remparts se resserrent vers l'intérieur, marque l'étendue de la première forteresse. Photo prise en 1935 par le major George Allen (1891-1940).

Les collines fortifiées se sont développées durant le Bronze tardif et au début de l'âge du fer, à peu près au début du Ier millénaire av. J.-C. La raison de leur apparition en Grande-Bretagne, ainsi que leur but, ont été un sujet de débat. On a fait valoir qu'elles auraient pu être des sites défensifs établis en réponse à une invasion de l'Europe continentale, ou bien construits par les envahisseurs eux-mêmes, ou encore être une réaction militaire à des tensions sociales causées par une population croissante et la pression de l'agriculture qui en résultait. Le sentiment dominant depuis les années 1960 est que l'utilisation croissante du fer a conduit à des changements sociaux en Grande-Bretagne.
Des dépôts de minerai de fer ont été situés en différents endroits, à côté de minerais d'étain et de cuivre nécessaires à la fabrication du bronze. On peut en conclure que la structure des échanges a dû se transformer, et que les anciennes élites ont perdu leur statut économique et social, le pouvoir passant aux mains d'un nouveau groupe de population. L'archéologue Barry Cunliffe estime que l'augmentation de la population a aussi joué un rôle.
On compte environ 31 collines fortifiées de cette sorte dans le Dorset ; l'archéologue Sharples, qui a entrepris des fouilles à Maiden Castle, a proposé que les collines fortifiées ont été établies pour contrôler les terres agricoles nécessaires à l'entretien d'une grande communauté : celles du Dorset étaient situées près de grandes étendues de terres fertiles. Des défenses monumentales comme le fossé de Maiden Castle indiquent que la terre a été contestée et que les communautés se sont affrontées pour en avoir le contrôle. Ceci est soutenu par Cunliffe, qui dit que les travaux de terrassement élaborés, comme ceux que l'on trouve autour des entrées de Maiden Castle et de Danebury, ont été engagés pour défendre la partie la plus faible de la colline forteresse : leur rôle était de retarder les assaillants au moment d'atteindre la porte, ce qui les rendait vulnérables face aux défenseurs armés de frondes. Des quantités de pierres de frondes soigneusement choisies ont été trouvées sur les deux sites,.
Construit vers -600 sur une limite territoriale, le premier fort de Maiden Castle couvrait une surface de 6,4 ha entourée par un seul fossé. La colline sur laquelle il est établi fait partie d'une crête, sur le côté nord de la vallée de la rivière saisonnière Winterborne qui alimente la rivière Frome. À l'extrémité orientale de la crête et à 132 m d'altitude, le site du premier fort n'était pas au point le plus haut de la crête, le point le plus élevé se trouvant sur la colline Hog voisine, plus haute seulement d'un mètre. La colline de Maiden Castle domine d'environ 40 mètres la campagne environnante, qui se trouve à 90 m au-dessus du niveau de la mer. Les défenses, d'une hauteur de 8,4 m, se composaient d'un fossé en forme de V et d'un rempart. Le rempart avait probablement un parement de bois, mais seulement au niveau des portes, peut-être pour impressionner les visiteurs. Le site a dû être accessible par une entrée au nord-ouest et une double entrée à l'est. Une telle double entrée est unique dans les collines fortifiées des Îles britanniques. La raison de la présence d'une double porte n'est pas claire : l'archéologue Niall Sharples a suggéré une forme de ségrégation : il est possible que plusieurs communautés agricoles aient vécu dans la forteresse, et que chacune ait voulu avoir sa propre porte.
Les défenses du premier fort ont été reconstruites au moins une fois : le fossé a été approfondi, passant de 1,5 m à 7 m. Les déblais de ce remaniement ont été déposés à l'arrière du rempart. Dans le même temps, les défenses de l'est autour de l'entrée ont été rendues plus complexes. Un talus et un fossé ont été construits à l'extérieur des deux entrées, entre lesquelles un remblai a été élevé. Ce remblai avait un mur à parement de calcaire provenant d'une carrière située à 3 km. Sharples pense qu'il en est résulté une entrée impressionnante, propre à montrer le haut statut de la colonie. Les traces archéologiques du début de l'âge du fer ont été en grande partie détruites par les remaniements postérieurs. Cependant, par comparaison avec les sites voisins de Poundbury et Chalbury à la même période, il est possible de déduire l'activité à Maiden Castle à l'âge du fer. Procédant à partir de ces parallèles, Niall Sharples déduit que Maiden Castle a été probablement densément occupé, avec des zones séparées pour l'habitation et le stockage. On sait peu de chose de la culture matérielle et de l'économie de l'âge du fer et, vu la rareté des découvertes de cette époque à Maiden Castle, il est difficile de tirer des conclusions à propos de l'activité sur le site.

## Seconde colline fortifiée, après agrandissement

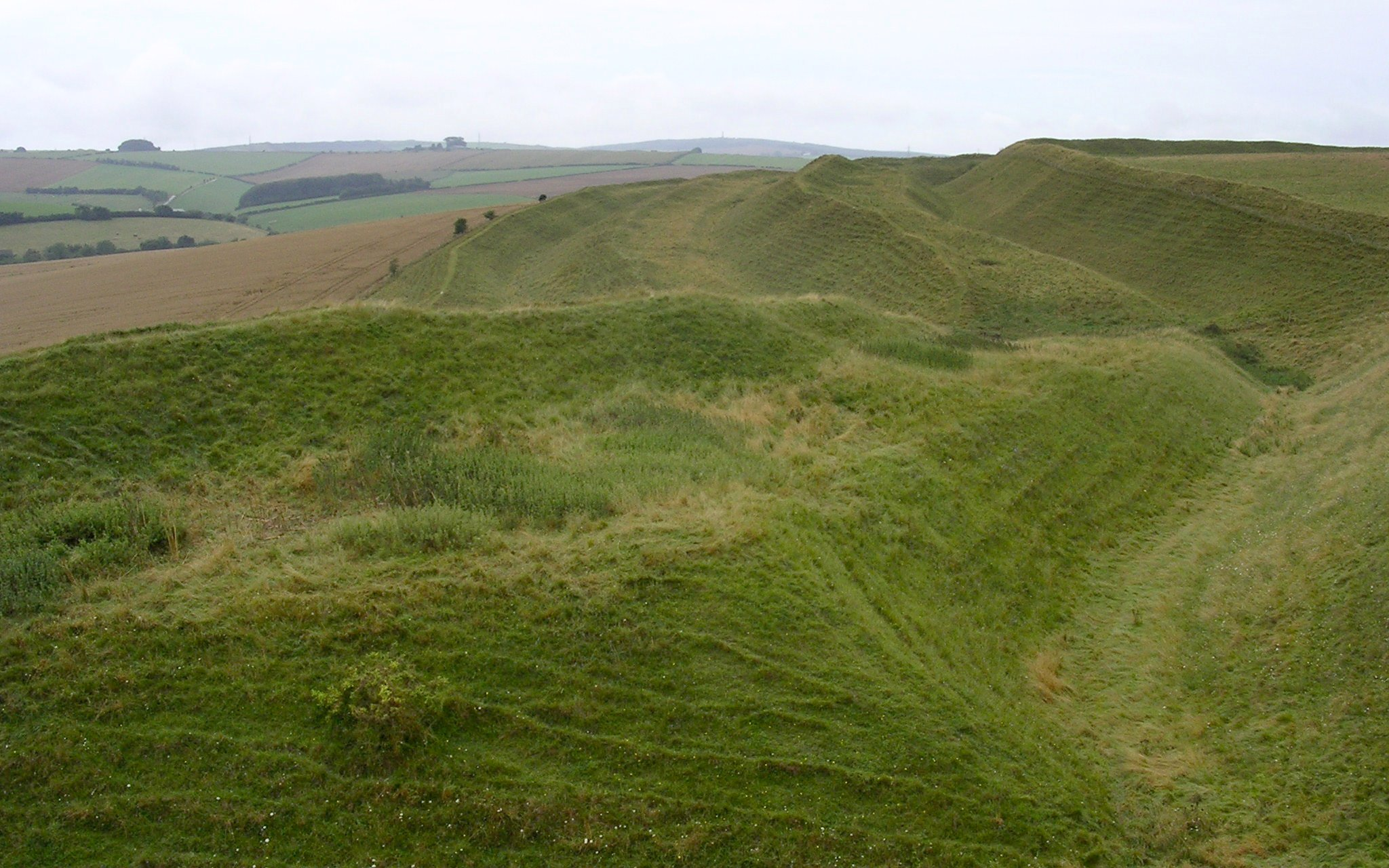
Les défenses de Maiden Castle du côté sud comprenaient quatre remparts et trois fossés.

Sous sa forme initiale du premier âge du fer, Maiden Castle n'a rien d'exceptionnel : c'était l'une parmi une bonne centaine de forteresses de taille similaire construites à la même époque dans la région qui comprend maintenant le Berkshire, le Dorset, le Hampshire et le Wiltshire. Durant l'âge du fer moyen, Maiden Castle a été agrandi, devenant ainsi la plus grande colline fortifiée de Grande-Bretagne,,, et l'une des plus importantes d'Europe,. Selon l'archéologue Niall Sharples, c'est même, selon la définition qu'on en donne, le plus grand oppidum de toute l'Europe occidentale. Vers -450, la surface de Maiden Castle est passée de 6,4 à 19 ha. La zone était initialement délimitée par un seul talus et fossé : le remblai atteignait 2,7 m de hauteur, avec un fossé peu profond. Cette expansion de la colline fortifiée n'est pas unique : on a relevé dans le sud de l'Angleterre toute une série de collines fortifiées étendues. Ces fortifications élargies se sont développées au détriment d'un bon nombre de forts plus petits qui avaient proliféré dans le premier âge du fer, en particulier dans le Dorset. Les collines fortifiées étendues du Berkshire, du Dorset, du Hampshire et du Wiltshire étaient également espacées, toujours avec un accès aux ressources essentielles, comme l'eau.
L'émergence de ces collines fortifiées développées a été attribuée à la complexification de la société de l'âge du fer. Un oppidum dominant dans une région indique que les habitants de certaines collines fortifiées sont devenus plus importants que les autres, peut-être à la suite de guerres. Cependant, un manque général de preuves de destructions et une augmentation des artéfacts liés à l'artisanat et à l'industrie laissent penser que la raison du changement était économique. Les collines fortifiées peuvent avoir pris de l'importance en tant que centres de commerce,. Cette hypothèse est renforcée par la présence des fossés et remblais multiples souvent rencontrés autour des oppida développés, comme ceux de Maiden Castle, inutilement nombreux pour la simple défense, et sans doute destinés à affirmer pouvoir et autorité. Les forts développés ont été généralement densément occupés : la meilleure preuve en est à Danebury, où plus de la moitié du site a été fouillé,. Cunliffe stipule que les remparts monumentaux de Maiden Castle indiquent probablement que cet oppidum était d'un statut plus élevé que ses voisins.

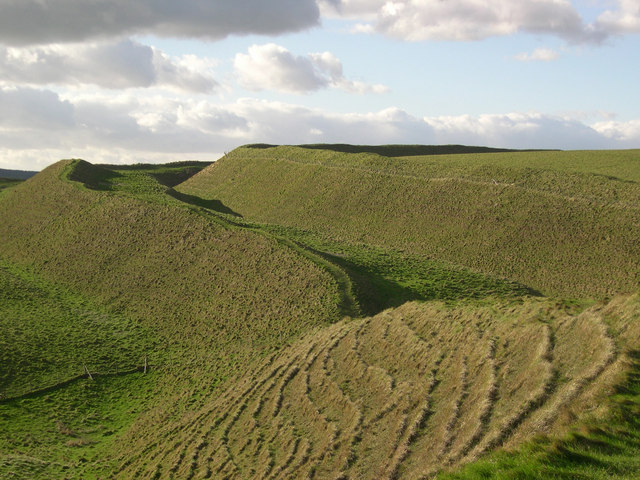
Les remparts et les fossés du second oppidum agrandi. Les stries horizontales sont des couches de silex.

Maiden Castle s'est étendu vers l'ouest, tendant à englober dans ses fortifications la colline voisine de Hog Hill. Les deux collines n'ont plus été séparées que par une vallée sèche comprise dans les fortifications. Un puits, dans la vallée, a peut-être assuré l'approvisionnement en eau. Presque immédiatement après l'agrandissement à 19 ha de l'enceinte à fossé unique, des travaux ont commencé pour rendre les défenses plus élaborées. Le rempart existant a été renforcé à 3,5 m, et d'autres remparts et fossés ont été ajoutés. Sur le flanc sud du fort, quatre remparts et trois fossés ont été ajoutés, mais en raison de la raideur de la pente nord de la colline, le quatrième rempart ne fait pas tout le tour, et seulement trois remparts ont été construits de côté. Dans le même temps, l'entrée orientale a de nouveau été rendue plus complexe par d'autres travaux de terrassement, allongeant le temps d'approche du site.
Les structures à quatre poteaux communes dans les oppida de toute l'Angleterre se trouvent également à Maiden Castle. Leur but sur ce site est cependant incertain : leur surface réduite à 2 m2 les rendant trop petits pour loger une population, on en a conclu que ces structures étaient probablement des greniers. La présence de greniers suggère que le fort a été utilisé pour contrôler l'approvisionnement alimentaire de la région. Peu de preuves ont été trouvées de l'existence de maisons dans Maiden Castle après sa reconstruction du Ve siècle av. J.-C. Il semble que les maisons n'aient pas construites près des remparts jusqu'à l'achèvement des défenses. Maiden Castle a été occupé tout au long de l'âge du fer et ses habitants vivaient dans des habitations rondes. Les maisons semblent avoir été plus tard organisées en rangées, toutes à peu près similaires en dimensions, une réorganisation qui indique la puissance croissante des élites sur la société de l'âge du fer.
Des objets en bronze tels que broches, bijoux et rivets ont été trouvés sur le site, datant de l'âge du fer moyen. L'absence de source locale de minerai d'étain et de cuivre démontre l'existence de commerce à longue distance, probablement avec le sud-ouest. Bien que le bronze n'ait pas été produit à Maiden Castle, il est prouvé qu'il y était retravaillé. On pourrait trouver du minerai de fer de bonne qualité dans la région environnante, mais l'oppidum ne semble pas avoir été un centre de production de fer durant cette période, ce qui n'est pas inhabituel : très peu d'oppida du Berkshire, du Dorset, du Hampshire et du Wiltshire ont révélé des traces de production de fer. Au début de l'âge du fer, la plupart des poteries trouvées à Maiden Castle ont été produites localement - dans un cercle d'environ 15 km - mais les sources se sont ensuite éloignées, au point que, vers la fin de l'âge du fer, 95 % de la poterie provenait de la zone de Poole Harbour, éloignée de 56 km. Ce commerce à longue distance est la preuve d'une augmentation des relations avec des groupes sur une aire plus grande et de l'émergence d'identités tribales. Bien que Sharples ait établi que les oppida agrandis comme celui de Maiden Castle n'étaient pas des villes et ne peuvent être considérés comme véritablement urbains parce qu'ils étaient trop étroitement liés à l'agriculture et au stockage, Cunliffe et ses confrères archéologues Mark Corney et Andrew Payne décrivent les oppida agrandis comme une forme de proto-urbanisme.

## Déclin
En Grande-Bretagne, de nombreuses collines fortifiées ont cessé d'être utilisées dans les années -50 à +50. On a émis l'hypothèse que cela, en même temps que le changement contemporain de la culture matérielle des Bretons — comme l'introduction de la monnaie et des cimetières, et aussi le développement de l'artisanat —, a été causé par une interaction accrue avec l'Empire romain. Les industries en développement peuvent avoir entraîné, pour les élites, un abandon des oppida dont la puissance était fondée sur l'agriculture. Cette modification n'est pas aussi évidente dans le Dorset que dans le reste de la Grande-Bretagne, mais il y a une tendance à l'abandon des collines fortifiées de la région et une prolifération de petites fermes non défendues, indiquant une migration de la population.
Autour de -100, le tracé organisé des rues de Maiden Castle cède la place à des habitations implantées de manière plus aléatoire. Dans le même temps, la moitié ouest du site est abandonnée et l'occupation se concentre dans l'est de la forteresse. Également au cours de l'âge du fer tardif, certains travaux de terrassement autour du passage de l'est ont été comblés et la zone d'habitation s'est étendue au-delà de l'entrée et entre les talus. Les fouilles de l'archéologue Mortimer Wheeler dans ce domaine ont révélé plusieurs maisons, des fosses de stockage, une zone utilisée pour le travail du fer et un cimetière. Sur le site industriel, plus de 60 kg de scories de fer ont été découverts dans une zone de 30 m², ce qui correspond à une production d'environ 200 kg de fer. Comme la quantité de minerai nécessaire ne pouvait pas avoir été fournie par des sources locales, on peut admettre qu'il provenait de zones de production de fer comme le Weald, au sud- ouest de l'Angleterre et au Pays de Galles. Maiden Castle a été, à partir de l'âge du fer tardif, l'un des plus importants sites de production de fer dans le sud de la Grande-Bretagne.
Il y a peu de preuves d'inhumations de l'âge du fer jusqu'à la fin de la période, et on croit que la méthode courante de déposer un corps était l'excarnation. Les fouilles de Wheeler sur le cimetière de la porte orientale ont révélé 52 sépultures, mais seule une partie du cimetière a été étudiée, de sorte que le nombre total de sépultures est susceptible d'être au moins le double. Une zone du cimetière a révélé les sépultures de 14 individus morts dans des circonstances violentes, dont un corps avec un boulet de catapulte romaine dans le dos. Wheeler a utilisé le « cimetière de guerre », comme il l'a appelé (war cemetery), comme preuve d'une attaque romaine sur Maiden Castle.

## Activité romaine et abandon du site

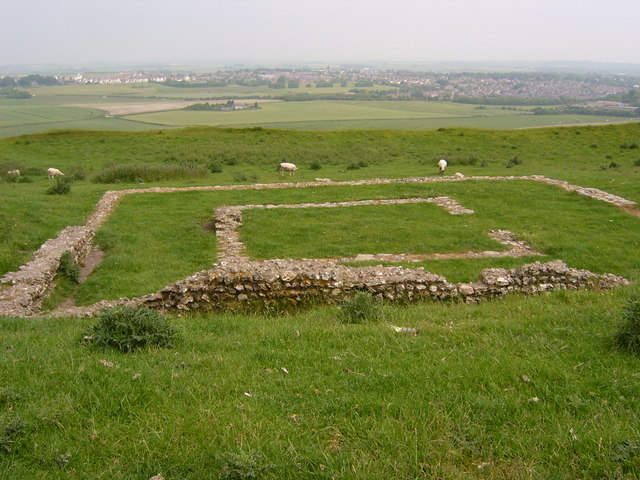
Site du temple romain de Maiden Castle

La conquête romaine de la Grande-Bretagne commence en 43 : la campagne de Vespasien pour conquérir les tribus des Atrébates, des Dumnonii et des Durotriges dans le sud-ouest de la Grande-Bretagne s'étend sur les années 43 à 47. Sur la base de la découverte, dans le cimetière de l'âge du fer tardif, d'un groupe de corps qui avaient trouvé une mort violente, l'archéologue Mortimer Wheeler a recréé une histoire vivante de la chute de Maiden Castle devant les forces romaines. Selon lui, une légion avait semé la destruction sur le site, dépeçant hommes, femmes et enfants, avant de mettre le feu au site en faisant peu de cas de ses défenses. Pourtant, il y a peu de preuves archéologiques pour appuyer cette version des faits, même si, effectivement, la forteresse a été attaquée par les Romains. On a bien une couche de charbon de bois, mais elle a toutes chances d'être associée à la sidérurgie, et la principale preuve pour penser que les Romains n'eurent guère de mal à franchir les défenses provient de l'effondrement d'une des portes d'entrée de l'oppidum. Il est vrai que 14 corps dans le cimetière présentaient des signes de mort violente, mais on n'a aucune preuve qu'ils soient morts sur la forteresse. La partie orientale de l'oppidum est restée en activité pendant au moins les premières décennies de l'occupation romaine, bien que la durée et la nature de l'habitation soient incertaines : de nombreux vestiges romains du Ier siècle ont en effet été découverts près de l'entrée est et dans le centre de la forteresse. Il y a peu de risque à suggérer que Maiden Castle a été occupé comme un avant-poste militaire romain ou comme un fort non permanent, étant donné qu'il n'y en a pas d'autres dans la région et que l'occupation par les troupes romaines durant la campagne de Vespasien a été constatée dans d'autres collines fortifiées du Sud-Ouest de la Grande-Bretagne : à Cadbury dans le Somerset, à Hembury dans le Devon et à Hodd Hill dans le Dorset.
Maiden Castle a été abandonné à la fin du Ier siècle, à l'époque où Durnovaria (Dorchester) accède à la notoriété en tant que civitas, ou capitale régionale, des Durotriges, une tribu celte dont le territoire était dans le sud de l'Angleterre. Cependant, en juillet 2015, les archéologues de l'Université de Bournemouth ont découvert les restes de la colonie l'âge du fer de Duropolis : ils pensent que l'abandon du fort peut être en relation avec le développement du nouveau site. Selon le géographe ancien Ptolémée, qui écrivait au IIe siècle, Dunium était le principal établissement des Durotriges. Alors que Dunium a longtemps été identifié à Maiden Castle, les deux autres forteresses de Hod Hill et Hengistbury sont désormais considérés comme deux autres sites possibles pour Dunium. Dunium est vraisemblablement dérivé du britannique duno- signifiant « forteresse ». Peu de temps après 367, un temple romano-celtique a été construit à Maiden Castle dans la moitié orientale de l'oppidum. La date a été déduite à partir d'un trésor de monnaies découvertes sous un sol en mosaïque à l'intérieur du temple. Une salle centrale de 6 m² était entourée par une galerie de 3 m, similaire à celles de nombreux temples romano-celtiques du sud de l'Angleterre. À proximité étaient deux autres bâtiments : l'un rectangulaire de 7,9 m × 5,5 m avec deux chambres qui peuvent avoir été une maison pour un prêtre, et l'autre circulaire qui peut avoir été un lieu de pèlerinage. En même temps que le temple était construit, la porte orientale du fort a été rénovée ; il y avait peut-être un autre sanctuaire à l'intérieur de ce passage.

## Histoire plus récente

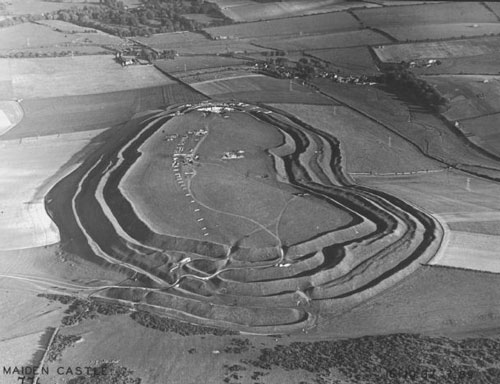
Fouilles de Maiden Castle en octobre 1937. Photographie du major George Allen (1891-1940).

Le temple du IVe siècle est progressivement tombé en désuétude et Maiden Castle a été principalement utilisé comme pâturage. Il existe des preuves de l'activité sur le site sous la forme de quelques sépultures post-romaines ou anglo-saxonnes, certaines peut-être chrétiennes, mais la forteresse n'a pas été réutilisée comme site d'habitation. Aux XVIe et XVIIe siècles, une grange a été aménagée sur le « cimetière militaire ». La seule activité notable sur la colline après l'époque romaine fut une courte période d'agriculture au XVIIe siècle, comme en témoignent les traces de crêtes et sillons causées par le labour. Le nom moderne de la forteresse a d'abord été enregistré en 1607 en tant que Mayden Castell. Il n'est pas unique à ce site, mais se rencontre en plusieurs endroits en Grande-Bretagne, désignant probablement une « fortification qui semble imprenable » ou bien « qui n'a jamais été prise au cours d'une bataille ». Sinon, le nom peut dériver du brittonique mai-dun, signifiant une « grande colline ». Au cours des siècles suivants, le site, complètement abandonné, est devenu un pâturage ouvert, qui suscitait toutefois l'intérêt des antiquaires.
Les premières recherches d'envergure sur les collines fortifiées ont été menées dans la seconde moitié du XIXe siècle par Augustus Pitt Rivers, mais il a fallu attendre les années 1930 pour que Maiden Castle fasse l'objet d'une étude méthodique. Entre 1934 et 1937, Mortimer Wheeler a fouillé l'intérieur du fort et les défenses, le travail ayant été presque entièrement financé par des dons publics. Wheeler sut si bien utiliser les médias pour diffuser des informations sur Maiden Castle que le site devint célèbre,. Il était alors l'une des quelque 80 collines fortifiées à avoir été fouillées dans les années 1920 et 1930, deux décennies restées dans les mémoires sous le nom de hill fort mania.
En 1985 et 1986, de nouvelles fouilles ont été menées sous la direction de Niall Sharples, motivées par la détérioration de l'état de la forteresse, en partie causée par le grand nombre de visiteurs. Sous les auspices de l'English Heritage, des travaux de restauration et de recherches archéologiques ont été menées simultanément,. Des techniques comme la datation au radiocarbone étaient disponibles du temps de Sharples, alors qu'elles ne l'étaient pas pour Wheeler. En 1997, Maiden Castle fut inscrit comme monument ancien programmé (Scheduled Ancient Monument), ce statut protégeant le site contre toute intervention non autorisée : il est désormais géré par l'English Heritage,. Maiden Castle est ouvert au public toute l'année.

## Musique, littérature
Thomas Hardy, qui avait construit sa maison en vue directe du site, décrivit la forteresse dans un court récit, Ancient Earthworks and What Two Enthusiastic Scientists Found Therein (Terrassements anciens et découvertes de deux scientifiques enthousiastes) (1885). En 1921, le compositeur John Ireland a écrit Mai-Dun, une rhapsodie symphonique,. John Cowper Powys écrivit en 1936 un roman intitulé Maiden Castle.

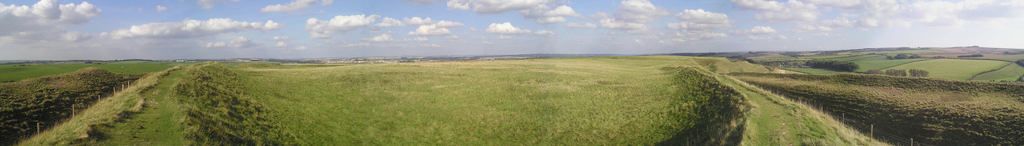
Panorama de l'intérieur de Maiden Castle